# Peter Guber
Howard Peter Guber (Newton, 2 marzo 1942) è un produttore cinematografico statunitense.
Direttore di produzione, presidente e fondatore dello studio cinematografico Mandalay Pictures.

## Carriera
Inizia la carriera cinematografica come dipendente per la Columbia Pictures, di cui dopo alcuni anni diviene capo di studio, passando poi a lavorare nell'affiliata Sony Pictures Entertainment dove viene promosso amministratore delegato e presidente del consiglio di amministrazione.
Nel 1976 si licenzia dalla Columbia per agire in proprio fondando la FilmWorks Inc., e un anno più tardi si fonde insieme alla Casablanca Records di Neil Bogart per formare la Casablanca Record and Filmworks.
Dopo pochi anni di attività televisiva con la Casablanca-FilmWorks, nel 1979 crea la PolyGram Pictures dove è eletto presidente del consiglio d'amministrazione e co-responsabile della distribuzione fino al 1983.
Con l'amico e collega Jon Peters forma la Guber-Peters Entertainment Company (GPEC) che ad appena un anno dalla fondazione diventa un'azienda pubblica e nel 1989 una proprietà Sony Corporation, e Guber nella SPE ottiene il posto di presidente del consiglio d'amministrazione e amministratore delegato.
Si stima che i film a cui ha partecipato e partecipa come produttore gli abbiano fatto guadagnare quasi 3 miliardi $, e in molti sono stati candidati ai premi Oscar.
Nel 1995 fonda la casa cinematografica Mandalay Entertainmment Group, ove conserva il posto di presidente e amministratore delegato. I film, i programmi televisivi e altri prodotti della Mandalay vengono distribuiti nella stragrande maggioranza dagli Universal Studios in territorio statunitense e oltremare.

## Filmografia
Di seguito una lista parziale dei film cui Peter Guber ha partecipato come produttore e/o esecutivo:
- Abissi (The Deep) (1977)
- Fuga di mezzanotte (Midnight Express) (1978)
- Un lupo mannaro americano a Londra (An American Werewolf in London) (1981)
- Flashdance (1983)
- Signori, il delitto è servito (Clue) (1985)
- Il colore viola (The Colour Purple) (1985)
- Palle d'acciaio (Head Office), regia di Ken Finkleman (1985)
- Spalle larghe (Youngblood) (1986)
- Le streghe di Eastwick (The Witches of Eastwick) (1987)
- Due palle in buca (Caddyshack II) (1988)
- Gorilla nella nebbia (Gorillas in the Mist: The Story of Dian Fossey) (1988)
- Rain Man - L'uomo della pioggia (Rain Man) (1988)
- Batman (1989)
- Tango & Cash (1989)
- Il falò delle vanità (The Bonfire of Vanities) (1990)
- Batman - Il ritorno (Batman Returns) (1992)
- Voglia di ricominciare (This Boy's Life) (1993)
- 110 e lode (With Honors) (1994)
- Alex & Emma (Alex and Emma) (2003)
- Trappola in fondo al mare (Into the Blue) (2005)
- Nora Roberts - Un dono prezioso (Tribute), regia di Martha Coolidge – film TV (2009)
- Air - La storia del grande salto (Air), regia di Ben Affleck (2023)